# Closing Bell
『Closing Bell』（クロージング・ベル）は、テレビ東京系列と一部の独立UHF局、BSジャパン、日経CNBCで放送されていたマーケット情報番組。放送では使わないが『株式ワイド - 』と冠がつく。2001年10月1日に放送を開始。2008年9月26日に放送を終了した。

## 概要
日本の株式市場の終値を伝える、午後の『株式ニュース』と『ニュース・日経夕刊』を統合した番組として放送を開始した。
番組名は、ニューヨーク証券取引所で取引終了時刻に鳴らされる鐘の音を「クロージング・ベル」と呼ぶことに由来している。CNBCで放送されているクロージングベルもこれに由来するが、本番組との関連性はない。ちなみに東京証券取引所は15:00 (JST) に午後の立会いが終わっている。東京証券取引所がコンピュータによる立会いになるまでは、日本でも立会いの開始と終了時に機械式ベルが鳴動していた。これに倣って、番組冒頭で半鐘が鳴る演出が施されていた。
東証一部寄り付きの状況を伝える『Opening Bell』（テレビ東京は『朝はビタミン!』に内包）、前場終了の状況を伝える『NEWS MARKET 11』とは兄弟関係の番組であった。特に、一時期、『Opening Bell』とタイトルの意匠を共通化し、オープニングのCGもイメージの統一がなされていた時期があった。
『株式ニュース』・『ニュース・日経夕刊』の後継番組という性格から、『株式ニュース』から引き続きTXN+独立U局で放送。衛星放送ではBSジャパン（同時放送）と日経CNBCで放送。
提供スポンサーは岡三証券の一社提供の日と、同社筆頭の日が交互で出るというパターンがあった。
2008年9月29日より放送開始した『NEWS FINE』の第1部となる形で、2008年9月26日をもってこのタイトルでの番組放送を終了した。なおテレビ東京に限り、『NEWS FINE』は『FINE!』に内包されている。

### 内容
大引け後の株価情報と経済ニュース、特集の2つに分かれる。
株・為替・債券などの大引け状況について、スタジオ・東京証券取引所（東証アローズ）とJASDAQからの中継を交えて伝える。『株式ニュース』と異なり、個別銘柄の動向は取引所にいるリポーターが担当。『株式ニュース』では詳細に取り上げていなかったJASDAQなどの新興株式市場情報も紹介。演出も大きく変わって株価を画面全体に表示する形式から、画面下部に表示する形式に変更（Opening Bellと同じ）、さらに、市況概況や中継コーナーにはBGMを挿入するなど、『株式ニュース』からイメージを大きく刷新した。一方で、『ニュース・日経夕刊』で扱った一般ニュースは大幅に割愛された。
また、『株式ニュース』では無理だった図表・グラフを用いた解説による特集コーナーが番組の柱となった。主にセクター分析をゲストのアナリストに解説してもらう、というもの。常連となるゲストも多く、日経平均のトレンドを定期的に分析する企画もあった。幅を狭めたテーマが多いが、折に触れて最新の経済動向も特集した。

## 放送時間
| 期間 | 期間          | テレビ東京系列（TXN）・びわ湖放送・奈良テレビ・テレビ和歌山（独立UHF局）・BSジャパン | 日経CNBC ※時差放送            |
| --- | ------------- | ------------------------------------------------------------------------------------ | ----------------------------- |
| 2001年10月1日                                                                                                  | 2008年3月28日 | 15:301 - 15:55                                                                       | 16:36 - 17:00／20:30 - 20:542 |
| 2008年3月31日                                                                                                  | 2008年9月26日 | 15:353 - 16:00                                                                       | 16:36 - 17:00／20:30 - 20:542 |
| - 1 正式には15:31.00、以前は15:30.30 - 2 祝日は市場が休みのため番組も休止 - 3 正式には15:35.30、以前は15:36.00 |               |                                                                                      |                               |

## 歴代出演者
| 期間 | 期間          | 総合司会    | 東証アローズ中継 | JASDAQ中継（日経CNBCキャスター）                                                                                    | コメンテーター                            |
| --- | ------------- | ----------- | --- | --- | ----------------------------------------- |
| 2001年10月1日 | 2004年3月26日 | 本村由紀子  | 梅津智史 足立真理 大木香乃 前田有花 佐中由紀 近藤康介 手塚愛実 林由美子 阿部百江 吉田知可 二村智子 進藤隆富 庄子淳 関嗣明 俵口和浩 池谷亨1 | 中根わたる 大森由布子（木・金曜日） 吉田小江子（木曜日） あざみ陽子／木次真紀（月・火曜日） 大里希世（水 - 金曜日） | 岡田晃2（隔週月曜日） 永見和彦3（金曜日） |
| 2004年3月29日 | 2007年9月28日 | 槇徳子4・5  | 梅津智史 足立真理 大木香乃 前田有花 佐中由紀 近藤康介 手塚愛実 林由美子 阿部百江 吉田知可 二村智子 進藤隆富 庄子淳 関嗣明 俵口和浩 池谷亨1 | 中根わたる 大森由布子（木・金曜日） 吉田小江子（木曜日） あざみ陽子／木次真紀（月・火曜日） 大里希世（水 - 金曜日） | 岡田晃2（隔週月曜日） 永見和彦3（金曜日） |
| 2007年10月1日 | 2008年3月28日 | 末武里佳子6 | 梅津智史 足立真理 大木香乃 前田有花 佐中由紀 近藤康介 手塚愛実 林由美子 阿部百江 吉田知可 二村智子 進藤隆富 庄子淳 関嗣明 俵口和浩 池谷亨1 | 中根わたる 大森由布子（木・金曜日） 吉田小江子（木曜日） あざみ陽子／木次真紀（月・火曜日） 大里希世（水 - 金曜日） | 岡田晃2（隔週月曜日） 永見和彦3（金曜日） |
| 2008年3月31日 | 2008年9月26日 | 塩田真弓    | 梅津智史 足立真理 大木香乃 前田有花 佐中由紀 近藤康介 手塚愛実 林由美子 阿部百江 吉田知可 二村智子 進藤隆富 庄子淳 関嗣明 俵口和浩 池谷亨1 | 中根わたる 大森由布子（木・金曜日） 吉田小江子（木曜日） あざみ陽子／木次真紀（月・火曜日） 大里希世（水 - 金曜日） | 岡田晃2（隔週月曜日） 永見和彦3（金曜日） |
| - 1 不定期出演 - 2 大阪経済大学客員教授、元・テレビ東京 - 3 岡三証券（出演当時） - 4 本村の『ニュースモーニングサテライト』と交代 - 5 『NEWS MARKET 11』と掛け持ち - 6 『Opening Bell』と掛け持ち |               |             | | |                                           |

## その他
- BSジャパンでは開局以来放送。
- 2006年8月14日には東京都・神奈川県・千葉県の広範囲で発生した停電の影響で株価が表示されず、「停電の影響により現在株価が表示されておりません。ご了承ください」というお詫びテロップを放送中画面下部に出していた。
- 2008年3月28日社員労組による一日ストライキの影響で末武が欠席（ちなみに『モーニングサテライト』から『メガスポ金曜』まですべてのアナウンサー・報道局キャスターが出演自粛し、フリーキャスターやアナウンス部長が代行した）。なお、末武の代理を務めたのは本村由紀子。末武は翌週、アナウンサーブログで降板の挨拶を行った。